# Mikołaj Kotwicki
Mikołaj Kotwicki (ur. 1924, zm. 5 grudnia 1987) – pułkownik ludowego Wojska Polskiego.

## Życiorys
Były szef Wojewódzkiego Sztabu Wojskowego w Łodzi w latach 1964–1978. Do wojska wstąpił w 19-tym roku życia. Walczył w szeregach 5 pułku piechoty 2 Dywizji Piechoty im. J. Dąbrowskiego jako zastępca szefa sztabu pułku do spraw łączności na szlaku bojowym od Puław do Łaby. Po wojnie zajmował szereg odpowiedzialnych stanowisk. Był m.in. szefem sztabu związku taktycznego, dowódcą 27 Dywizji Piechoty (1951–1953), szefem Oddziału Wyszkolenia Bojowego w Sztabie Pomorskiego Okręgu Wojskowego w Bydgoszczy. Kierowany przez niego Wojewódzki Sztab Wojskowy w Łodzi kilkakrotnie zajmował pierwsze miejsce wśród Wojewódzkich Sztabów Wojskowych w Pomorskim Okręgu Wojskowym. 
W 1976 roku, rozkazem Ministra Obrony Narodowej, został wyróżniony wpisem do Honorowej Księgi Czynów Żołnierskich. Członek PPR i PZPR. W stanie spoczynku działał w Związku Byłych Żołnierzy Zawodowych. Pochowany na cmentarzu Powązki Wojskowe w Warszawie (kwatera HIII-1-8).

## Odznaczenia
- Krzyż Oficerski Orderu Odrodzenia Polski
- Krzyż Kawalerski Orderu Odrodzenia Polski
- Order Krzyża Grunwaldu III klasy
- Złoty Krzyż Zasługi
- Krzyż Walecznych (dwukrotnie)
- Medal 10-lecia Polski Ludowej
- Medal 40-lecia Polski Ludowej
- Medal Zwycięstwa i Wolności 1945
- Złoty Medal „Siły Zbrojne w Służbie Ojczyzny”
- Srebrny Medal „Siły Zbrojne w Służbie Ojczyzny”
- Brązowy Medal „Siły Zbrojne w Służbie Ojczyzny”
- Medal „Za udział w walkach o Berlin”
- Złoty Medal „Za Zasługi dla Obronności Kraju”
- Srebrny Medal „Za Zasługi dla Obronności Kraju”
- Brązowy Medal „Za Zasługi dla Obronności Kraju”
- Odznaka Grunwaldzka
- Honorowa Odznaka miasta Łodzi
- Wpis do „Honorowej Księgi Czynów Żołnierskich”
- Order Wojny Ojczyźnianej II stopnia (ZSRR)
- Order Czerwonej Gwiazdy – dwukrotnie (ZSRR)
- Medal „Za zwycięstwo nad Niemcami w Wielkiej Wojnie Ojczyźnianej 1941–1945” (ZSRR)